# اناردره
ولسوالی اَناردَره یکی از ولسوالی‌های ولایت فَراه در افغانستان است. جمعیت این ولسوالی نزدیک به ۳۱۷۸۹ نفر اعلام شده‌است. این ولسوالی تاجرانی نامدار دارد که در بخش‌های از جهان زندگی می‌کند. کلاته سعادات یکی بهترین روستاهای این ولسوالی می‌باشد. ورزش محبوب این ولسوالی فوتبال است
رودی به نام رودخانه/دریای هاروت از پایین شهر اَناردره می‌گذرد و این منطقه به‌خاطر پرورش انار مشهور می‌باشد.
ولسوالی اناردره تاجران نامداری را در درون خود پرورش داده که حالا به گوشه گوشه جهان مشغول تجارت هستند.

## جغرافیا
ولسوالی اناردره در ۷۵ کیلومتری شمال شهر فراه موقعیت دارد که از ۳۹ قریه تشکیل شده و در غرب با کشور ایران هم‌مرز است. اناردره یگانه ولسوالی سرسبز فراه است که حدود ۱۵۰ خانهٔ آن شبکهٔ آب رسانی محدود و نامنظم دارد.
همچنین دشت بابوس در میانهٔ راه بین ذهکن و مرکز فراه موقعیت دارد. ذهکن دره‌های باصفا از جمله
دُربس، کال گناه، چَکو، وَلمو و نوکَن دارد.
از دیگر قریه‌های مربوط اناردره کَنَک، بوجوک، کلاتهٔ علم خان، کرغک، گورکک و کلاتهٔ سادات در جنوب، کاریز ملاحیدر، کاریز صمدخان، سرگزان، چاه تک، دغال و پده ای در شمال می‌باشد.
اناردره ازنظر اداری قبلاً جزو ولسوالی شیندند هرات بوده اما در زمان اوایل حکومت ظاهر شاه به عنوان ولسوالی مستقل درآمد و جزو ولایت فراه گردیده‌است. اناردره با مرکز حکومت در کابل ۹۲۰ کیلومتر و با مرکز فراه ۶۵ کیلومتر و با مرکز ولایت هرات ۲۱۰ کیلومتر و با مرکز ولایت نیمروز ۲۳۰ کیلومتر و با مرز ایران ۱۱۰ کیلومتر فاصله دارد البته با وضع سرک‌های خاکی فعلی ۱۱۰ کیلومتر است. رشته‌کوه‌های غربی اناردره به ایران وصل گردیده‌است و رشته‌کوه‌های شرقی آن به کوه بابا در مرکز مملکت متصل می‌شود.

## رود هاروت
این رود از کوهای جنوب‌غربی هرات برمی آید و به جانب جنوب‌غرب جریان دارد. هاروت رود از سبزوار یا شیندند می‌گذرد وادی ادرسکن را سیرآب می‌کند و به این نام یاد می‌شود. همین که معاون دیگر آن که از کوه اناردره سرازیر می‌شود بدان آمیخت نام (هاورت رود) را به خود می‌گیرد و به شمال‌غرب هامون هلمند می‌ریزد. هاروت، رودی ست فیاض که از آن جویبارهای متعددی کشیده‌اند. سبزوار و نواحی آن تا (اناردره) از جدول‌های آن آب می‌خورد. این رودخانه به دهانهٔ خود دلتایی را می‌سازد که به ۱۵ شعبه تقسیم شده‌است. [دلتا به زمین مثلث شکلی گفته می‌شود که از آبرفت دریاها پدید آمده باشد] اراضی واقع شده در (دلتای) آن خیلی حاصل خیز و طول رودخانه ۴۳۱ کیلومتر است.

## پیشینه
در قدیم الایام زنی به نام مرغنه از قوم علیزایی حکومت این منطقه را به دست داشته که (کوکه) مرغنه نام داشته‌است و مدت‌ها بعد زن دیگری به نام بانو علیزایی که صاحب ثروت و سرمایه زیادی بود در شرق اناردره به امتداد شمال و جنوب رودی جاری کرد که حدود ۳ هزار جریب زمین زراعتی و درختان را آبیاری کرده و تا کنون هم همان رود بانو به عنوان بزرگ‌ترین رود در اناردره می‌باشد. اما اکنون به سبب خشک سالی، مدیریت ناسالم آب و کاربرد بی رویهٔ آب به بسیاری از باغ‌های پایین دست آب نمی‌رسد و چند سال است که مردم درختان آن باغ‌ها را می‌برند و باغ‌ها به دشت‌های خشک تبدیل شده‌است. آنچه از تاریخ برمی آید، اناردره حدود پنج هزار سال پیش به دامنه سکاستیانا معروف بوده و زبان مردمش از زبان‌های اریایی قدیم و نژادشان آریایی بوده‌است. در سال ۳۳۱ قبل از میلاد اسکندر مقدونی با سپاه انبوهی به قصد تسخیر آسیای میانه لشکر کشید. در زمان لشکرکشی وی مدت شش ماه اناردره به عنوان پایگاه نظامی وی قرار داشت و از این منطقه کوهستانی همچون دژ مستحکم و محفوظ استفاده اعظمی می‌کرد و حملات خود را از این‌جا به چهار سمت سازماندهی می‌کرد که در کتاب خاطرات خود از خوبی آب و هوای این منطقه و وضع جغرافیایی زیبای آن تمجید و ستایش کرده‌است.
روایت است که دراواخر قرن نهم میلادی یقوب لیث صفاری زمانی که به حکومت عباسیان لشکرکشی کرد از منطقه اناردره به عنوان مرکز فرماندهی نیروهای نظامی خویش استفاده می‌کرد و حملات سپاهیانش را بر سربازان عباسی در هرات رهبری می‌کرد. در گذشته اناردره گاهی جزو قلمرو ایرانی‌ها و گاهی جزو حکومت سیستانی‌ها و هم چنین جزو قلمرو حکومت عرب‌ها، غزنوی‌ها و غوری‌ها گردیده‌است. طبعآ اگر حکومتی در منطقه به شکل دراز مدت باقی می‌ماند اناردره هم جزو آن درمی‌آمد.

## مردم
اکثریت باشندگان ولسوالی اَناردره یعنی بیش از ۹۵٪ پشتون هستند.
قبل از اسلام در اَناردره آیین زرتشت جریان داشت که زرتشتیان را گبر می‌نامیدند و پیر گبران که مسلمان بوده‌است و کال گبران آثار آن زمان است. مدت‌ها پس آیین اسلام در اناردره جاری شد اهل تشیع هم در آنجا نقش داشته‌است که کوچهٔ (زخوانی) مخفف روضه‌خوانی اثری از آن زمان به‌شمار می‌رود.
پسانتر در سدهٔ ششم با آمدن شیخ فخرالدین عبدالصمد به فقه حنفی روی آورده‌اند و تاکنون در مذهب حنفی می‌باشند.

## مشغولیت
مشغولیت مردم اناردره بیشتر در امر زراعت و مالداری به‌خصوص باغ‌داری انار و بافت انواع منسوجات اعم از لباس، گلیم و قالین و ساخت انواع کفش‌ها و غیره می‌باشد. اقلام صادراتی این ولسوالی را انواع میوه‌جات خصوصاً رب انار و انوع نخ‌های پشمی پنبه تشکیل می‌دهد. هم چنین تجارت و معامله در داخل و خارج مملکت از آن عادت دیرینهٔ این مردم بوده‌است.